# Groupe A des éliminatoires du Championnat d'Europe féminin de football 2022
Navigation
Groupe B
Cet article donne les résultats des matchs du groupe A des éliminatoires de l'Euro 2022. Le premier du groupe est directement qualifié pour l'Euro 2022. La deuxième équipe du groupe est qualifiée pour l'euro si elle fait partie des trois meilleurs deuxièmes, sinon, elle affrontera une autre équipe terminant deuxième via un tirage au sort en match aller-retour.

## Classement
| Rang | Équipe   | Pts | J  | G  | N | P | Bp | Bc | Diff |  | Résultats (▼ dom., ► ext.) |     |     |     |     |     |     |
| ---- | -------- | --- | -- | -- | - | - | -- | -- | ---- |  | -------------------------- | --- | --- | --- | --- | --- | --- |
| 1    | Pays-Bas | 30  | 10 | 10 | 0 | 0 | 49 | 3  | +46  |  | Pays-Bas                   |     | 2-0 | 4-1 | 6-0 | 3-0 | 7-0 |
| 2    | Russie   | 24  | 10 | 8  | 0 | 2 | 23 | 6  | +17  |  | Russie                     | 0-1 |     | 1-0 | 3-0 | 4-2 | 4-0 |
| 3    | Slovénie | 18  | 10 | 6  | 0 | 4 | 31 | 12 | +19  |  | Slovénie                   | 2-4 | 0-1 |     | 5-0 | 3-1 | 2-0 |
| 4    | Kosovo   | 10  | 10 | 3  | 1 | 6 | 6  | 29 | -23  |  | Kosovo                     | 0-6 | 0-5 | 0-3 |     | 2-0 | 2-0 |
| 5    | Turquie  | 5   | 10 | 1  | 2 | 7 | 9  | 28 | -19  |  | Turquie                    | 0-8 | 1-2 | 1-6 | 0-0 |     | 0-0 |
| 6    | Estonie  | 1   | 10 | 0  | 1 | 9 | 1  | 40 | -39  |  | Estonie                    | 0-7 | 0-3 | 0-9 | 1-2 | 0-4 |     |

## Résultats et calendrier
| 1re journée        | Kosovo             | 2 - 0   | Turquie | Stade de Fadil Vokrri, Pristina                      |                                                      |
| 30 aout 2019 20h00 | Uka 33e · Syla 39e | (2 - 0) |         | Spectateurs : 3 200 Arbitrage : Emilie Rodahl Dokset | Spectateurs : 3 200 Arbitrage : Emilie Rodahl Dokset |

| 30 aout 2019 | Slovénie | 0 - 1   | Russie            | Štadion Ob Jezeru, Velenje                      |                                                 |
| 20h00        |          | (0 - 1) | 25e Chernomyrdina | Spectateurs : 250 Arbitrage : Dimitrina Milkova | Spectateurs : 250 Arbitrage : Dimitrina Milkova |

| 30 aout 2019 | Estonie | 0 - 7   | Pays-Bas                                                                | A. Le Coq Arena, Tallinn                      |                                               |
| 18h00        |         | (0 - 3) | 27e 69e Miedema · 31e Roord · 40e 51e Spitse · 81e Janssen · 85e Jansen | Spectateurs : 1 881 Arbitrage : Olga Zadinova | Spectateurs : 1 881 Arbitrage : Olga Zadinova |

| 2e journée             | Slovénie                                     | 5 - 0   | Kosovo | Dravograd Sports Centre, Dravograd         |                                            |
| 3 septembre 2019 17h00 | Prašnikar 14e 62e · Zver 41e 56e · Kolbl 48e | (2 - 0) |        | Spectateurs : 450 Arbitrage : Rasa Grigonė | Spectateurs : 450 Arbitrage : Rasa Grigonė |

| 3 septembre 2019 | Russie                                          | 4 - 0   | Estonie | Sapsan Arena, Moscou                        |                                             |
| 18h00            | Korovkina 10e 56e · Fedorova 30e · Myagkova 83e | (2 - 0) |         | Spectateurs : 667 Arbitrage : Katalin Sipos | Spectateurs : 667 Arbitrage : Katalin Sipos |

| 3 septembre 2019 | Pays-Bas                                                | 3 - 0   | Turquie | Stade Abe-Lenstra, Heerenveen                             |                                                           |
| 20h00            | van der Gragt 13e · van de Donk 55e · Spitse 85e (pen.) | (1 - 0) |         | Spectateurs : 21 500 Arbitrage : Iuliana Elena Demetrescu | Spectateurs : 21 500 Arbitrage : Iuliana Elena Demetrescu |

| 3e journée           | Slovénie               | 2 - 4   | Pays-Bas                                       | Mestni Štadion Fazanerija, Murska Sobota        |                                                 |
| 4 octobre 2019 19h00 | Zver 11e · Korošec 68e | (1 - 1) | 28e Miedema · 47e Beerensteyn · 78e 83e Spitse | Spectateurs : 1 050 Arbitrage : Petra Pavlikova | Spectateurs : 1 050 Arbitrage : Petra Pavlikova |

| 4 octobre 2019 | Turquie | 0 - 0   | Estonie | 15 Temmuz Stadı, Istanbul                       |                                                 |
| 15h00          |         | (0 - 0) |         | Spectateurs : 220 Arbitrage : Marta Frías Acedo | Spectateurs : 220 Arbitrage : Marta Frías Acedo |

| 4e journée           | Turquie    | 1 - 6   | Slovénie                                                           | Stade de Kocaeli, Izmit                                    |                                                            |
| 8 octobre 2019 18h00 | Kara 90+1e | (0 - 5) | 14e 38e 41e Prašnikar · 25e Rozmarič · 28e (pen.) Zver · 51e Kolbl | Spectateurs : 256 Arbitrage : Silvia Andreia Rosa Domingos | Spectateurs : 256 Arbitrage : Silvia Andreia Rosa Domingos |

| 8 octobre 2019 | Estonie        | 1 - 2   | Kosovo      | Stade Tamme de Tartu, Tartu                            |                                                        |
| 18h15          | Loo 22e (pen.) | (1 - 1) | 42e 57e Uka | Spectateurs : 377 Arbitrage : Iuliana Elena Demetrescu | Spectateurs : 377 Arbitrage : Iuliana Elena Demetrescu |

| 8 octobre 2019 | Pays-Bas                      | 2 - 0   | Russie | Stade Philips, Eindhoven                         |                                                  |
| 20h00          | van de Donk 12e · Miedema 60e | (1 - 0) |        | Spectateurs : 23 877 Arbitrage : Ivana Martinčić | Spectateurs : 23 877 Arbitrage : Ivana Martinčić |

| 5e journée            | Turquie | 0 - 8   | Pays-Bas                                                                                  | Bornova Aziz Kocaoğlu Stadium, Izmir             |                                                  |
| 8 novembre 2019 17h00 |         | (0 - 3) | 26e van de Sanden · 31e (pen.) 90+1e Spitse · 45+1e 62e Miedema · 56e 68e 73e van de Donk | Spectateurs : 2 354 Arbitrage : Jelena Cvetković | Spectateurs : 2 354 Arbitrage : Jelena Cvetković |

| 8e journée             | Pays-Bas                                       | 4 - 1   | Slovénie  | Gelredome, Arnhem                              |                                                |
| 12 novembre 2019 20h00 | Spitse 34e (pen.) 53e (pen.) · Miedema 58e 70e | (1 - 1) | 30e Eržen | Spectateurs : 23 120 Arbitrage : Rebecca Welch | Spectateurs : 23 120 Arbitrage : Rebecca Welch |

| 3e journée        | Kosovo | 0 - 5   | Russie                                                            | BRITA-Arena, Wiesbaden                        |                                               |
| 6 mars 2020 18h00 |        | (0 - 2) | 1re (csc) Shala · 33e Korovkina · 47e 53e Smirnova · 50e Fedorova | Spectateurs : 450 Arbitrage : Henrikke Nervik | Spectateurs : 450 Arbitrage : Henrikke Nervik |

| 5e journée         | Kosovo | 0 - 3   | Slovénie                                 | Stade de Fadil Vokrri, Pristina           |                                           |
| 10 mars 2020 18h00 |        | (0 - 2) | 14e Begič · 37e Predanič · 90+3e Milovič | Spectateurs : 1 500 Arbitrage : Lois Otte | Spectateurs : 1 500 Arbitrage : Lois Otte |

| 9e journée              | Kosovo        | 2 - 0   | Estonie | Stade de Fadil Vokrri, Pristina |                           |
| 18 septembre 2020 19h00 | Biqkaj 7e 27e | (2 - 0) |         | Arbitrage : Olivia Tschon       | Arbitrage : Olivia Tschon |

| 18 septembre 2020 | Russie | 0 - 1   | Pays-Bas  | Sapsan Arena, Moscou         |                              |
| 16h00             |        | (0 - 1) | 15e Roord | Arbitrage : Pernilla Larsson | Arbitrage : Pernilla Larsson |

| 18 septembre 2020 | Slovénie                                    | 3 - 1   | Turquie | Športni Center Stanko Mlakar, Kranj |                            |
| 20h00             | Zver 28e (pen.) · Prašnikar 41e · Kolbl 78e | (2 - 1) | 18e Hız | Arbitrage : Viki De Cremer          | Arbitrage : Viki De Cremer |

| 5e journée              | Estonie | 0 - 3   | Russie                                        | Sloka Stadium, Jūrmala       |                              |
| 22 septembre 2020 15h00 |         | (0 - 1) | 22e Yakovleva · 75e Mashina · 90+3e Korovkina | Arbitrage : Simona Ghisletta | Arbitrage : Simona Ghisletta |

| 7e journée            | Russie        | 1 - 0   | Slovénie | Sapsan Arena, Moscou      |                           |
| 23 octobre 2020 16h30 | Korovkina 74e | (0 - 0) |          | Arbitrage : Jana Adámková | Arbitrage : Jana Adámková |

| 23 octobre 2020 | Pays-Bas                                                                            | 7 - 0   | Estonie | Euroborg, Groningue       |                           |
| 19h30           | van de Donk 7e 16e · Groenen 26e 65e · Spitse 38e (pen.) · Nouwen 76e · Snoeijs 83e | (4 - 0) |         | Arbitrage : Tess Olofsson | Arbitrage : Tess Olofsson |

| 23 octobre 2020 | Turquie | 0 - 0   | Kosovo | Emirhan Sport Center, Manavgat |                            |
| 18h00           |         | (0 - 0) |        | Arbitrage : Stacey Pearson     | Arbitrage : Stacey Pearson |

| 6e journée            | Kosovo | 0 - 6   | Pays-Bas                                                              | Stade de Fadil Vokrri, Pristina |                                |
| 27 octobre 2020 19h00 |        | (0 - 4) | 11e van de Donk · 31e 44e 90+5e Snoeijs · 34e Martens · 90+4e Miedema | Arbitrage : Sandra Braz Bastos  | Arbitrage : Sandra Braz Bastos |

| 27 octobre 2020 | Russie                                              | 4 - 2   | Turquie                  | Sapsan Arena, Moscou            |                                 |
| 15h00           | Korovkina 13e · Chernomyrdina 22e 46e · Mashina 50e | (2 - 0) | 77e Arhan · 86e Karagenç | Arbitrage : Elvira Nurmustafina | Arbitrage : Elvira Nurmustafina |

| 8e journée             | Estonie | 0 - 4   | Turquie                                         | Sportland Arena, Tallinn                       |                                                |
| 27 novembre 2020 17h00 |         | (0 - 1) | 29e Türkoğlu · 55e Civelek · 76e Hız · 81e Uraz | Spectateurs : 250 Arbitrage : Volha Tsiareshka | Spectateurs : 250 Arbitrage : Volha Tsiareshka |

| 27 novembre 2020 | Russie                         | 3 - 0   | Kosovo | Emirhan Sport Center, Manavgat |                          |
| 17h00            | Fedorova 6e 12e · Abdullina 9e | (3 - 0) |        | Arbitrage : Ewa Augustyn       | Arbitrage : Ewa Augustyn |

| 10e journée             | Pays-Bas                                          | 6 - 0   | Kosovo | Stade Rat Verlegh, Bréda     |                              |
| 1er décembre 2020 18h30 | Snoeijs 49e 75e 84e · Roord 51e 83e · Martens 58e | (0 - 0) |        | Arbitrage : Barbara Poxhofer | Arbitrage : Barbara Poxhofer |

| 1er décembre 2020 | Turquie   | 1 - 2   | Russie                            | Emirhan Sport Center, Manavgat |                                |
| 15h00             | Arhan 56e | (0 - 2) | 29e Belomyttseva · 45+1e Fedorova | Arbitrage : Sandra Braz Bastos | Arbitrage : Sandra Braz Bastos |

| 6e journée              | Slovénie                   | 2 - 0   | Estonie | ŠRC Bonifika, Koper       |                           |
| 1er décembre 2020 18h00 | Kralj 27e · Kork 59e (csc) | (1 - 0) |         | Arbitrage : Maria Marotta | Arbitrage : Maria Marotta |

| 8e journée            | Estonie | 0 - 9   | Slovénie                                                                                          | Sportland Arena, Tallinn |                          |
| 23 février 2021 17h00 |         | (0 - 2) | 31e Čonč · 44e 54e Zver · 60e Milovič · 69e (pen.) 81e Prašnikar · 70e Klopčič · 74e 77e Vindišar | Arbitrage : Eszter Urban | Arbitrage : Eszter Urban |